# Terman-Studie
Die Terman-Studie ist eine Langzeitstudie. Sie trägt den Titel Genetic Studies of Genius.
Die Studie wurde von Lewis Terman (1877–1956) 1928 begonnen und nach seinem Tod von seinen Mitarbeitern fortgesetzt. Ergebnis der Studie war, dass die damals als hochbegabt Ausgewählten schulisch und beruflich meist erfolgreicher waren als damalige Normalbegabte. Außerdem waren sie körperlich und seelisch gesünder. Dies erklärt sich jedoch zum größten Teil dadurch, dass sie aus besonders förderlichen Familienverhältnissen kamen. Die Studie wird oft kritisiert, da Terman ein bekanntes Mitglied der eugenischen Gesellschaft Human Betterment Foundation war und seine Methodik unsauber sei.

## Methodische Vorgehensweise
Terman und seine Mitarbeiter untersuchten den Lebensweg von hochbegabten Kindern. Um diese zu identifizieren, baten sie kalifornische Lehrer, das klügste, das zweitklügste, das jüngste und das älteste Kind in der Klasse zu benennen. Diese Kinder wurden mehreren Intelligenztests unterzogen. Außerdem testete Terman auch die Geschwister dieser Kinder und viele von diesen stellen sich auch als hochbegabt heraus. An der Studie nahmen 1528 hochbegabte Kinder teil. Des Weiteren gab es Kontrollgruppen von normalbegabten Kindern. Es wurden Untersuchungen in 12-jährigen Intervallen durchgeführt. Zwischendurch führte man auch weniger aufwändige Befragungen auf dem Postweg durch. Die letzte Nachuntersuchung fand 35 Jahre nach der ersten Erhebung statt. Es waren noch 98 % der ursprünglichen Teilnehmer in der Stichprobe.

## Ergebnisse
Die hochbegabten Kinder kamen aus gutem Hause. Das sozioökonomische Niveau ihrer Herkunftsfamilien lag weit über dem Bevölkerungsdurchschnitt. Unter ihren Eltern gab es überdurchschnittlich viele Akademiker. Die Anzahl berühmter Verwandten und Vorfahren überstieg weit den Wert, den man nach dem Zufall erwarten würde. Viele ihrer Familien hatten sehr vornehme Stammbäume. Es konnte nachgewiesen werden, dass die Wohn- und Familiensituation der hochbegabten Kinder ungewöhnlich gut war. Der Lebensstandard war weit höher als in den Familien der normalbegabten, die Wohnungen waren sauberer und größer und die Eltern-Kind-Beziehungen waren besser.
Die Hochbegabten entwickelten sich gut: „Physische Untersuchungen ergaben für die Gruppe (der Hochbegabten) insgesamt überdurchschnittliche Gesundheit und Freisein von Behinderungen. Ebenso waren Merkmale wie Nervosität, Stottern, Kopfschmerzen, allgemeine Schwächlichkeit und schlechter Ernährungszustand bei den Begabten seltener als in den Kgn (Kontrollgruppen).“
Es zeigte sich, dass die Begabten schulisch sehr erfolgreich waren. Zudem hatten sie oft Fachkenntnisse, die sie eigentlich in der Schule erst in höheren Klassen erlernt hätten, verfügten also über ein großes außerhalb des Unterrichts erworbenes Wissen. „Insgesamt sind die begabten Kinder meist in allen Schulfächern hervorragend; Einseitigkeit ist für diese Kinder nicht charakteristisch. Ihre Überlegenheit ist jedoch am größten in Fächern wie Sprachgebrauch, Lesen und anderen abstrakten Leistungen und am geringsten im Werken, Nähen, Kochen und anderen handwerklichen Fächern“. Die Hochbegabten hatten vielfältige Hobbys und Interessen. Sie lasen gerne und viel. Ein zweimonatiger Lesebericht ergab, dass die Hochbegabte dreimal so viele Bücher lasen wie die Normalbegabten. Es zeigte sich zudem, dass sie nicht dazu neigen Schundliteratur zu lesen, sondern Bücher von höherer Qualität lesen als Normalbegabte. Auch interessierten sich hochbegabte Kinder für Sammlungen. Sie legten fast doppelt so häufig Sammlungen an wie normalbegabte Kinder. Auch waren die Sammlungen hochbegabter Kinder umfangreicher und eher wissenschaftlicher Natur.

## Das begabte Kind wächst heran
Es zeigte sich, dass Hochbegabte oft zu Akademikern heranwachsen. So wurden sie achtmal häufiger Akademiker als Normalbegabte. Sie erreichten häufiger Graduiertengrade und erhielten häufiger akademische Ehren als Normalbegabte. So erhielten hochbegabte Männer etwa fünfmal so häufig den Ph.D. (der unserem Dr.-Titel entspricht), wie normalbegabte Männer. Hochbegabte Männer waren oft in akademischen Berufen tätig. Die These, dass alle Hochbegabten zu Akademikern werden, muss jedoch verworfen werden. Sie fanden sich auch oft in anderen Berufen. In Berufen mit geringem Status fanden sie sich nur sehr selten.
Die Berufsgeschichte der hochbegabten Frauen lässt sich nur schwer interpretieren, da damals Hausfrau und Mutter noch ein anerkanntes Lebensziel war. 1955 waren 60 % der hochbegabten Frauen Hausfrauen. Waren sie berufstätig, so waren sie auch (trotz Universitätsabschluss) als Sekretärinnen oder in ähnlichen Berufen beschäftigt. Weitere Berufe waren Sozialarbeit, Malerei, Schriftstellerei und Forschung.
Gesundheitlich gesehen ging es den Hochbegabten weiterhin gut: „Die Sterblichkeitsrate in der Begabtengruppe lag unter der der Allgemeinheit. Die physische und geistige Gesundheit blieb überdurchschnittlich. Das Vorkommen von Delinquenz [und] Alkoholismus […] war geringer als in der Gesamtbevölkerung. Es liegen deutliche Belege für gute emotionale und soziale Entwicklung und breitgefasste Interessen vor.“
Es zeigte sich, dass die Hochbegabten sich besonders oft Ehepartner wählten, die überdurchschnittlich intelligent waren. Auch ihre Kinder waren oft sehr intelligent.

## Höchstbegabte Personen
Eine spezielle Untersuchung innerhalb der Studie beschäftigte sich mit Personen, deren IQs höher als 170 waren. Diese waren gegenüber dem Rest der Hochbegabten im Vorteil. Sie hatten noch häufiger die Schulzeit verkürzt, hatten noch bessere Noten und eine noch bessere Ausbildung. Sie waren emotional genau so gut angepasst wie der Rest der Hochbegabten und beruflich noch erfolgreicher.

## Hochbegabte Underachiever
Terman verglich die erfolgreichsten unter den Hochbegabten (Gruppe A), mit den „am wenigsten erfolgreichen“ (Gruppe C). Hier muss betont werden, dass die Männer der Gruppe C keinesfalls total erfolglos waren. Vielmehr war ihr beruflicher Erfolg „mittelmäßig“.
Es zeigte sich, dass die Hochbegabten der Gruppe A im Vergleich zu denen der Gruppe C aus den Elternhäusern mit dem höheren sozioökonomischen Status kamen. Es ergaben sich sowohl bei der Selbsteinschätzung als auch bei der Einschätzung durch Familie und Freunde große Unterschiede bei den Merkmalen „Konzentration auf ein Ziel“, „Ausdauer“ und „Selbstvertrauen“. „Zusammengefasst scheinen die Faktoren des häuslichen Hintergrundes die bedeutendste Rolle für die Leistung erwachsener Männer zu spielen, die alle ein höheres Intelligenzniveau haben. Bei diesen Männern führten oft motivationale Faktoren – die wahrscheinlich selbst oft auf Umweltbedingungen zurückgehen – zu den Unterschieden zwischen hervorragenden Leistungen und Mittelmäßigkeit.“

## Kritik
Es wird kritisiert, dass möglicherweise, durch die Vorauswahl der Kandidaten für die Intelligenztests durch die Lehrer, komplizierte Kinder übersehen wurden. Dadurch entstand möglicherweise ein zu optimistisches Bild der Hochbegabung. Man sollte auch die möglichen Effekte der Teilnahme an der Studie auf die spätere Entwicklung der Hochbegabten nicht übersehen. Jeder Hochbegabte wusste von seiner außergewöhnlichen Begabung (mögliche Selbsterfüllende Prophezeiung). Auch verfälschte es möglicherweise die Ergebnisse, dass Terman sich zum persönlichen Mentor seiner Schützlinge berufen fühlte; er half diesen zum Beispiel, indem er Empfehlungsschreiben für prestigereiche Universitäten schrieb. Viele der Hochbegabten glaubten, dass es ihr Leben maßgeblich beeinflusst hat, an der Studie teilzunehmen bzw. teilgenommen zu haben.
Schließlich ist auf die Tatsache hinzuweisen, dass die meisten der Hochbegabten aus den höheren sozio-ökonomischen Schichten stammten. Möglicherweise hatte ein großer Teil ihrer guten körperlichen und seelischen Gesundheit eher mit der Schichtposition als mit der Hochbegabung als solcher zu tun. Darauf deutete 1955 eine Studie von Bonsall und Stefflre hin. Diese verglichen Hochbegabte mit Personen ähnlicher hoher sozio-ökonomischer Herkunft, die aber normalbegabt waren. Sie konnten keine Unterschiede hinsichtlich der seelischen Gesundheit feststellen. Auch wird Terman als dogmatischer Mann beschrieben, der oft unwillig war, eine einmal gefasste Meinung aufzugeben. Terman war ein Anhänger von eugenischen Theorien. Zwei Jungen namens Luis Walter Alvarez und William B. Shockley durften nicht an der Studie teilnehmen, weil ihr gemessener IQ zu niedrig war. Beide wurden später mit dem Nobelpreis ausgezeichnet. Von Termans Hochbegabten hingegen gewann kein Einziger den Nobelpreis.